# Konrad Berkowicz

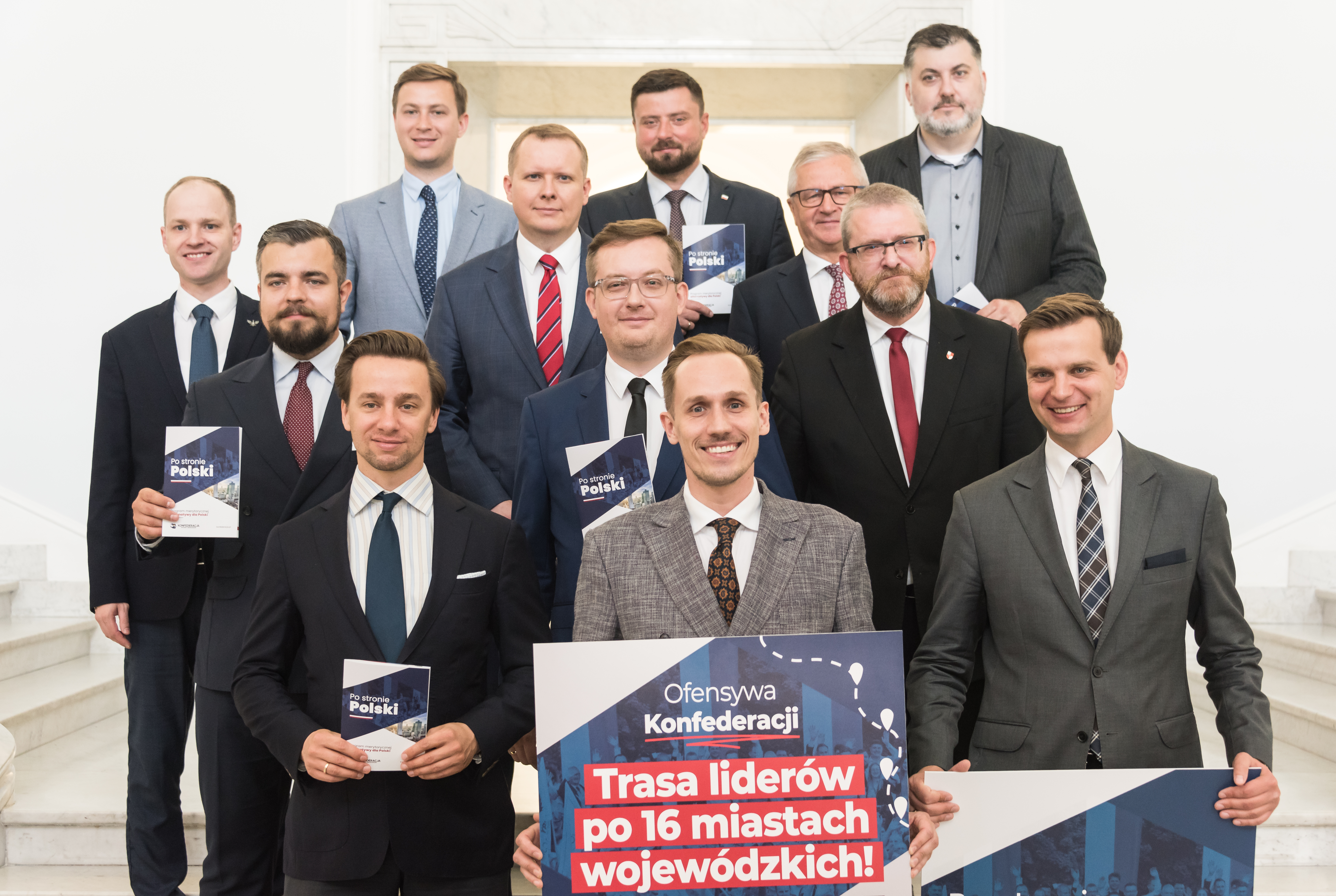
Konrad Berkowicz z posłami i politykami Konfederacji w Sejmie RP (2022)

Konrad Szczepan Berkowicz (ur. 27 maja 1984 w Krakowie) – polski polityk, pierwszy wiceprezes partii Nowa Nadzieja, poseł na Sejm IX i X kadencji.

## Życiorys

### Wykształcenie i praca zawodowa
Wychowywał się w Trzcinicy koło Jasła. Ukończył IV Liceum Ogólnokształcące przy Zespole Szkół Ekonomicznych w Jaśle, a następnie studiował informatykę na Wydziale Elektrotechniki, Automatyki, Informatyki i Elektroniki Akademii Górniczo-Hutniczej im. Stanisława Staszica w Krakowie, nie kończąc tego kierunku. Podczas nauki na drugim roku współpracował z Uczelnianym Centrum Informatyki AGH. W 2018 obronił pracę licencjacką z filozofii na Wydziale Filozofii i Socjologii Uniwersytetu Warszawskiego. W 2023 uzyskał magisterium z filozofii na Wydziale Filozofii UW.
Pracował w przedsiębiorstwie informatycznym Comarch, następnie w międzynarodowej agencji interaktywnej. Zatrudniony także w agencji marketingu internetowego.

### Działalność polityczna
W 2005 został członkiem Unii Polityki Realnej. Był częstym gościem emitowanego w TVP Info programu Młodzież kontra. Jako kandydat UPR startował bez powodzenia w 2007 do Sejmu (z listy Ligi Polskich Rodzin, w ramach Ligi Prawicy Rzeczypospolitej) i w 2009 do Parlamentu Europejskiego. Po odejściu z UPR pełnił funkcję wiceprezesa Kongresu Nowej Prawicy, był również rzecznikiem Janusza Korwin-Mikkego w jego kampanii wyborczej przed wyborami prezydenckimi w 2015. W tym samym roku został członkiem zarządu partii KORWiN, a następnie objął funkcję jej wiceprezesa (w 2022 partia przyjęła nazwę Nowa Nadzieja, a Konrad Berkowicz został jej pierwszym wiceprezesem).
Z ramienia KNP kandydował w wyborach europejskich w 2014, na prezydenta i na radnego Krakowa w wyborach samorządowych w tym samym roku oraz w wyborach parlamentarnych w 2015. W wyborach samorządowych w 2018 z ramienia KWW Nowoczesny Kraków Konrada Berkowicza ponownie ubiegał się o urzędy prezydenta i radnego Krakowa. W wyborach do Parlamentu Europejskiego w 2019 był kandydatem Konfederacji KORWiN Braun Liroy Narodowcy w okręgu wyborczym nr 10. Uzyskał 50 426 głosów, jego komitet wyborczy nie przekroczył wówczas progu wyborczego.
W wyborach parlamentarnych w tym samym roku startował z listy Konfederacji Wolność i Niepodległość w okręgu wyborczym nr 13. Uzyskał mandat posła IX kadencji, zdobywając 36 428 głosów. Następnie został jednym z kandydatów w zorganizowanych przez Konfederację prawyborach mających wyłonić jej kandydata w wyborach prezydenckich w 2020. W maju 2022 został wiceprzewodniczącym koła poselskiego Konfederacji.
W wyborach w 2023 z powodzeniem ubiegał się o poselską reelekcję (z wynikiem 36 918 głosów). W X kadencji Sejmu został m.in. wiceprzewodniczącym Komisji Polityki Senioralnej. W wyborach samorządowych w 2024 ponownie bezskutecznie kandydował na urząd prezydenta Krakowa. W tym samym roku również bez powodzenia startował w kolejnych wyborach europejskich.
Od listopada 2023 do marca 2025 zasiadał w Komisji Etyki Poselskiej.  Został odwołany 18 marca 2025. Decyzja ta była wynikiem opublikowanego  nagrania, w którym żartował o możliwości pakowania do siatki ciał parlamentarzystów (Adriana Zandberga i Marcina Józefaciuka).

## Życie prywatne
Syn Adama i Bożeny Berkowiczów, nauczycieli tańca; ma czwórkę rodzeństwa. W młodości startował w zawodach tanecznych, był też instruktorem tańca.
Ma córkę (ur. 2024).

## Wyniki wyborcze
| Wybory | Komitet wyborczy    | Komitet wyborczy                           | Organ                              | Okręg                    | Wynik          |
| ------ | ------------------- | ------------------------------------------ | ---------------------------------- | ------------------------ | -------------- |
| 2007   |                     | Liga Polskich Rodzin                       | Sejm VI kadencji                   | nr 13                    | 24 (0,00%)     |
| 2009   |                     | Unia Polityki Realnej                      | Parlament Europejski VII kadencji  | nr 9                     | 1520 (0,19%)   |
| 2014   |                     | Nowa Prawica – Janusza Korwin-Mikke        | Parlament Europejski VIII kadencji | nr 10                    | 23 345 (2,55%) |
| 2014   |                     | KWW Nowa Prawica – Kraków                  | Prezydent Miasta Krakowa           | Prezydent Miasta Krakowa | 10 489 (4,32%) |
| 2014   | Rada Miasta Krakowa | KWW Nowa Prawica – Kraków                  | nr 4                               | 1927 (0,84%)             |                |
| 2015   |                     | KORWiN                                     | Sejm VIII kadencji                 | nr 13                    | 22 145 (4,08%) |
| 2018   |                     | KWW „Nowoczesny Kraków” Konrada Berkowicza | Prezydent Miasta Krakowa           | Prezydent Miasta Krakowa | 8458 (2,50%)   |
| 2018   | Rada Miasta Krakowa | KWW „Nowoczesny Kraków” Konrada Berkowicza | nr 1                               | 1633 (3,07%)             |                |
| 2019   |                     | Konfederacja KORWiN Braun Liroy Narodowcy  | Parlament Europejski IX kadencji   | nr 10                    | 50 426 (2,90%) |
| 2019   |                     | Konfederacja Wolność i Niepodległość       | Sejm IX kadencji                   | nr 13                    | 36 428 (5,61%) |
| 2023   | Sejm X kadencji     | Konfederacja Wolność i Niepodległość       | 36 918 (4,87%)                     | nr 13                    |                |
| 2024   |                     | Konfederacja i Bezpartyjni Samorządowcy    | Prezydent Miasta Krakowa           | Prezydent Miasta Krakowa | 14 854 (5,00%) |
| 2024   |                     | Konfederacja Wolność i Niepodległość       | Parlament Europejski X kadencji    | nr 10                    | 81 718 (5,49%) |